# Maja Ganszyniec
Maja Ganszyniec (ur. 1981) – polska projektantka wnętrz. 

## Życiorys
Pochodzi z Tarnowskich Gór, gdzie ukończyła szkołę podstawową i liceum ogólnokształcące. Studiowała design na Politechnice w Mediolanie i w Royal College of Art w Londynie. W 2008 roku ukończyła architekturę wnętrz na Akademii Sztuk Pięknych w Krakowie. W 2013 roku projektantka założyła pracownię Studio Ganszyniec. Współpracowała z takimi markami jak IKEA, Duka, Comfority, Mute, Ceramika Paradyż czy Noti, a jej pracę można było obejrzeć w Mediolanie, Amsterdamie, Berlinie i Londynie.

## Nagrody i osiągnięcia
- 2017 r. – przyznane tytułu Projektantki Roku przez Polski Instytut Wzornictwa Przemysłowego[4][5].
- 2020 r. – powołanie na stanowisko dyrektora kreatywnego producenta mebli biurowych Profim.
- 2022 r. – nominacja do nagrody Deezen Awards 2022 w kategorii Wschodzące Studio Projektowe Roku[6].
- 2022 r. – opracowanie kolekcji Neve Creative przy współpracy z marką Ceramika Paradyż[7].

## Życie prywatne
Jej bratem jest Artur Ganszyniec, twórca gier komputerowych i fabularnych.